# 広島ガス
広島ガス株式会社（ひろしまガス、英: HIROSHIMA GAS CO.,LTD.）は、広島県広島市南区に本社を置く、広島市を中心に広島県海岸部を都市ガスの営業区域とするガス会社である。

## 概要
営業地域は広島市周辺、旧呉瓦斯があった呉市周辺、旧尾道瓦斯があった三原市・尾道市周辺を営業エリアにしている。
社章は、バルブハンドルを模した物である。
ショールームとして、広島市中区南竹屋町に「ガストピアセンター」を、広島市佐伯区海老園二丁目に「ガストピア五日市」を設置している。
また、マツダと共同開発した、ロータリーエンジンを使った、コジェネレーションシステム等も開発している。
さらに、「広島瓦斯電軌学園」として設立された鈴峯女子短期大学の運営スタッフには、かつて広島電鉄と広島ガスからの人材が多くを占めていた。

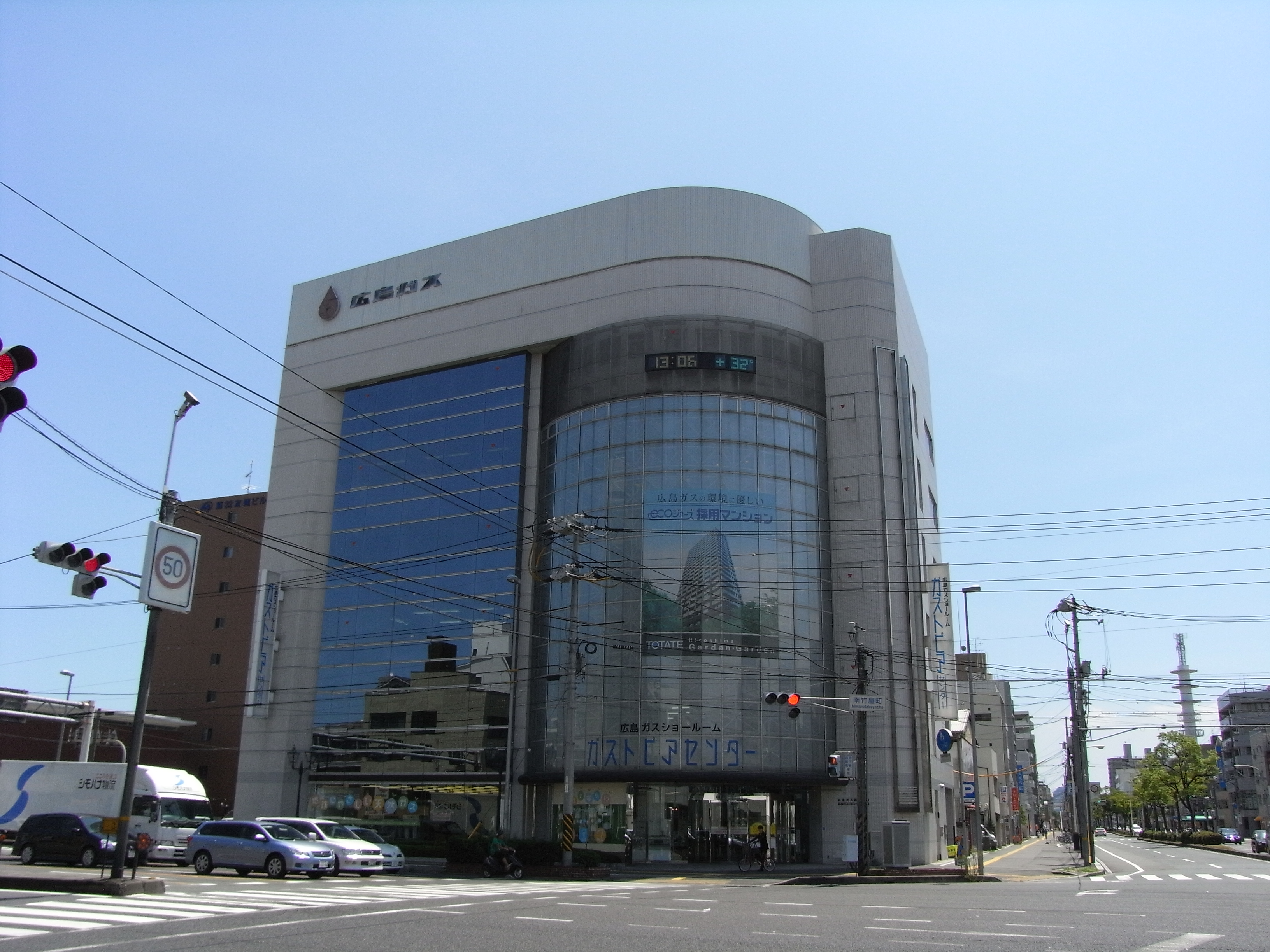
ガストピアセンター(広島市中区南竹屋町)

## 歴史

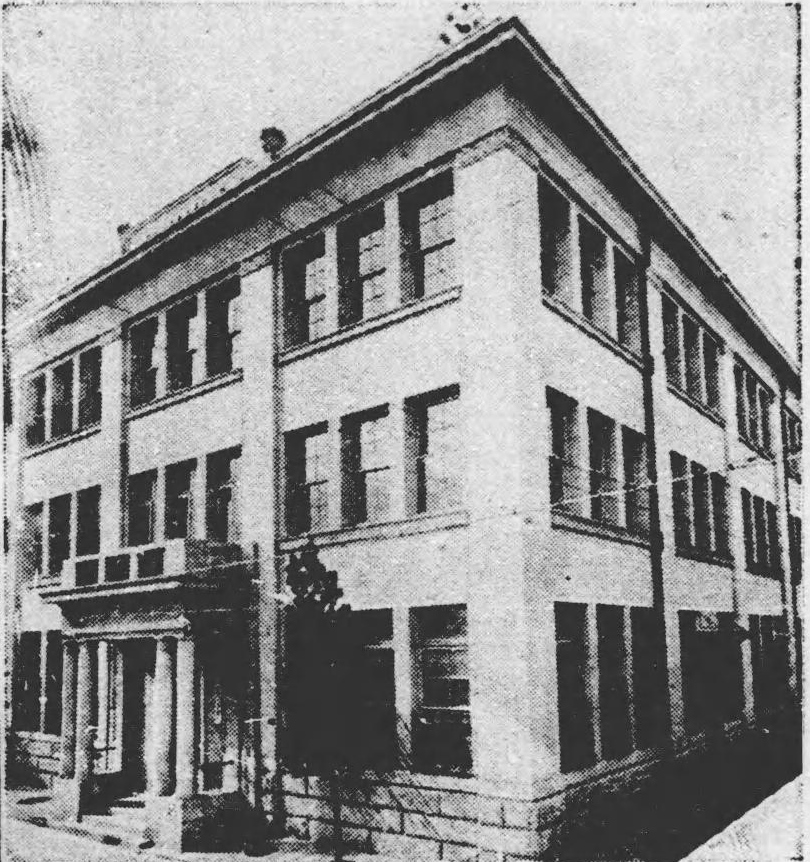
1925年頃の本社
（[ 広島瓦斯電軌株式会社経営電車沿線案内]より）

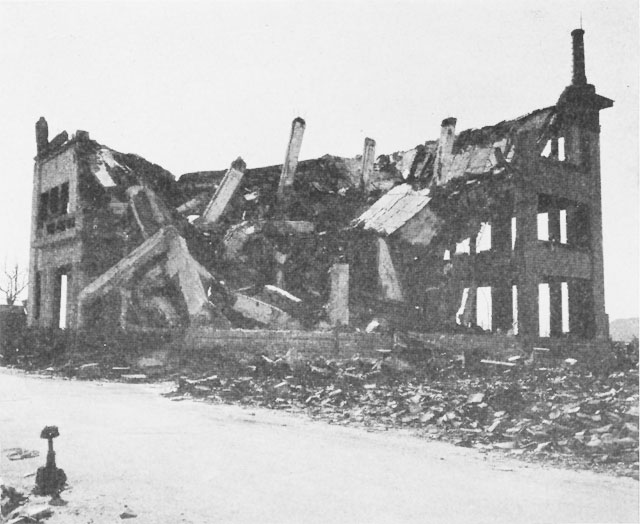
1945年被爆後

1909年（明治42年）10月に、広島市材木町97番地（現在の中区中島町）の当時の役員の自宅を登記地に「広島瓦斯株式会社」として設立。翌月、広島市大手町1丁目7番屋敷（現在の中区大手町）に本社を移転。 工場を、現在の本社所在地である広島市皆実村（現在の広島市南区皆実町）に置いた。
1910年に『尾道瓦斯』（1910年創業）と合併。1913年には『呉瓦斯』（1912年創業）と合併した。
設立当初は、大林組傘下の会社で、同様の経緯で設立された会社に「広島電気軌道株式会社」（現在の広島電鉄）がある。翌年以降に吸収合併された「尾道瓦斯株式会社」及び「呉瓦斯株式会社」も大林組関係者が代表を務めていた。大林組社主の大林芳五郎が、1913年（大正元年）の北浜銀行の破綻と、支援のための資金確保のために株式を放出したことにより、鈴木商店関連人物が新たな大株主になり、大林組傘下を外れている。その時に、鈴木商店の支援を受けた、実業家藤田謙一も2.5%の株式を所有する大株主（順位6位）になった。同様の経緯で『広島電気軌道株式会社』の株も鈴木商店が取得している。
『広島電気軌道株式会社』・『広島瓦斯株式会社』の大林組の資本引き上げと、鈴木商店の支援を受けた藤田謙一が両社の社長であったことにより、資本系列が同一だったこと。電車の利用が、3月から11月までが多く12月から1月までが少ない反面、ガスは冬場の利用が多く、収支の補完関係が成立したことなどにより、1917年（大正6年）10月1日に『広島瓦斯電軌株式会社』として合併した。
その後、国の政策により、1942年（昭和17年）4月10日に運輸部門は広島電鉄として再度分離。旧社名の『広島瓦斯』に戻された。1970年（昭和45年）3月に現在の社名になっている。

## 歴代代表者
1代目・2代目は代表取締役会長、3代目以降は代表取締役社長
| 世代   | 氏名       | 在任期間                                              | 備考 |
| 1代目  | 片岡直輝   | 1909年（明治42年）10月8日 - 1913年（大正2年）3月21日  | 同時期に大阪瓦斯・広島電気軌道などの取締役を務める |
| 2代目  | 松方五郎   | 1913年（大正2年）3月21日 - 1916年（大正5年）7月28日   | 内閣総理大臣を務めたことがある松方正義の五男 |
| 3代目  | 藤田謙一   | 1916年（大正5年）7月28日 - 1919年（大正8年）1月25日   | 同時期に「広島電気軌道株式会社」・日活・箱根土地（のちのコクド）などの社長も務める 就任中に「広島電気軌道株式会社」と合併し「広島瓦斯電軌株式会社」になる |
| 4代目  | 松浦泰次郎 | 1919年（大正8年）1月25日 - 1923年（大正12年）3月16日  | |
| 5代目  | 松本勝太郎 | 1923年（大正12年）3月16日 - 1927年（昭和2年）3月31日  | |
| 6代目  | 三宅兼一   | 1927年（昭和2年）4月30日 - 1933年（昭和8年）2月14日   | |
| 7代目  | 倉田信太朗 | 1933年（昭和8年）2月14日 - 1938年（昭和13年）3月27日  | 死亡により退任 |
| 8代目  | 多山恒次郎 | 1938年（昭和13年）4月1日 - 1940年（昭和15年）3月27日  | その後、分社後の広島電鉄の社長も務めている |
| 9代目  | 山口吾一   | 1940年（昭和15年）3月27日 - 1945年（昭和20年）8月6日  | 就任中に「広島電鉄株式会社」と分離し「広島瓦斯株式会社」になる 同時期に分社後の広島電鉄代表も務めている 死亡（被爆死）により退任                          |
| 10代目 | 藤野七蔵   | 1945年（昭和20年）9月8日 - 1951年（昭和26年）4月25日  | 死亡により退任 |
| 11代目 | 林利平     | 1951年（昭和26年）6月8日 - 1963年（昭和38年）3月18日  | |
| 12代目 | 山口文吾   | 1963年（昭和38年）3月18日 - 1971年（昭和46年）2月26日 | |
| 13代目 | 山内敕靖   | 1971年（昭和46年）2月26日 - 1982年（昭和57年）6月28日 | |
| 14代目 | 徳永幸雄   | 1982年（昭和57年）6月28日 - 1991年（平成3年）6月25日  | |
| 15代目 | 村尾傳之助 | 1991年（平成3年）6月25日 - 2001年（平成13年）6月26日  | |
| 16代目 | 深山英樹   | 2001年（平成13年）6月26日 - 2010年（平成22年）6月24日 | |
| 17代目 | 田村興造   | 2010年（平成22年）6月24日 - 2017年（平成29年）6月27日 | |
| 18代目 | 松藤研介   | 2017年（平成29年）6月27日 ‐                           | |

## 沿革

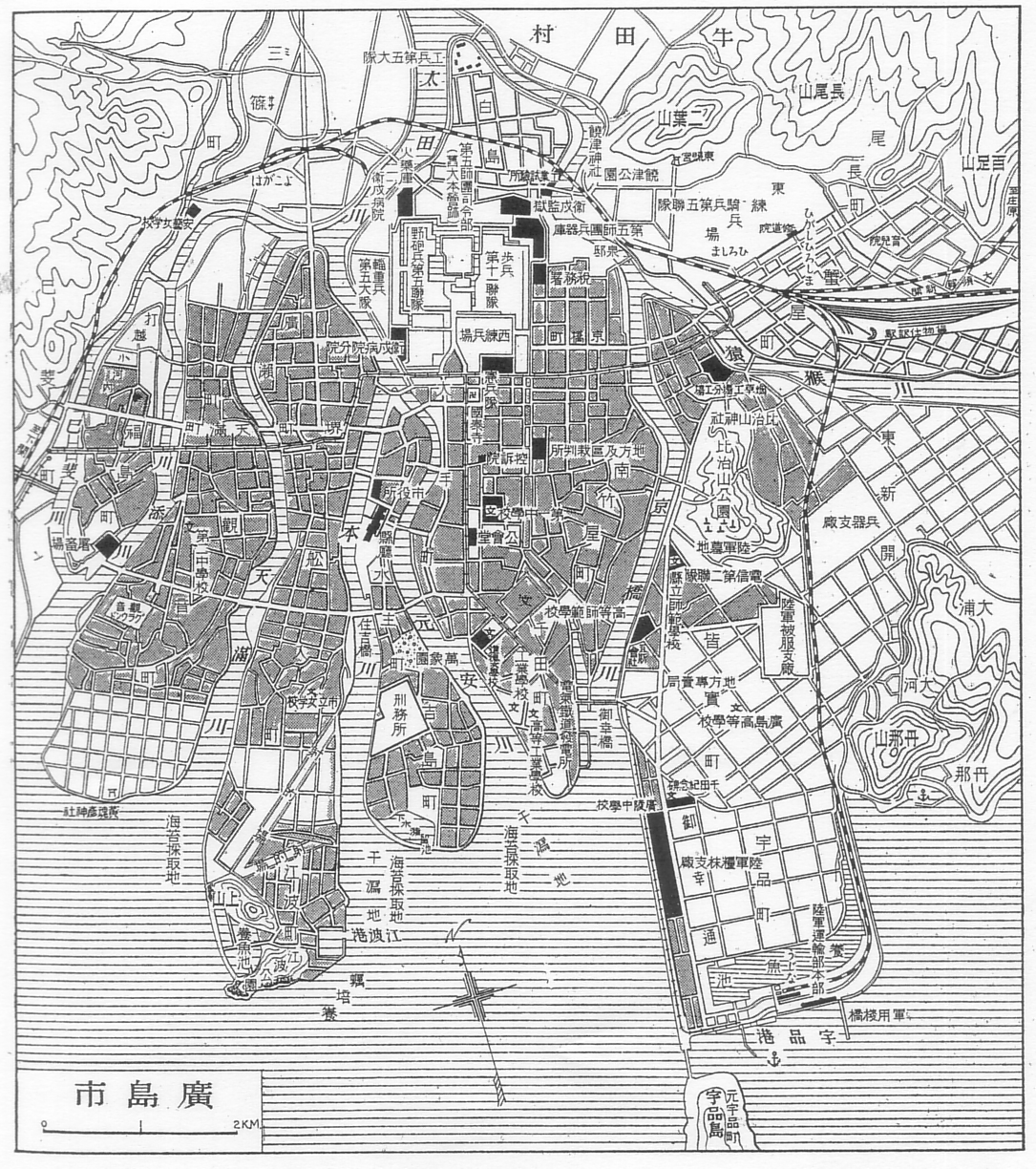
1930年ごろの広島市の地図。皆実の広島工場が確認できる。

- 1909年（明治42年）10月 - 広島市材木町（現在の中区中島町）に「広島瓦斯株式会社」として設立[3]。
- 1909年（明治42年）11月17日 - 広島市大手町1丁目7番屋敷（現在の中区大手町）に本店移転[3]。
- 1910年（明治43年）8月3日 - 皆実村1936番地（現在の南区皆実町）に本店移転[3]。
- 1910年（明治43年）10月 - 「尾道瓦斯株式会社」を吸収合併[3]。
- 1912年（大正元年）12月 - 「呉瓦斯株式会社」を吸収合併[3]。
- 1916年（大正5年）9月1日 - 広島市大手町3丁目24番地（現在の中区大手町）に本社移転[18]。
- 1917年（大正6年）8月 - 「広島電気軌道株式会社」と合併して「広島瓦斯電軌株式会社」に社名変更[18]。
- 1922年（大正11年）9月19日 - 広島市大手町3丁目24番地（現在の中区大手町）に本社竣工[19]。
- 1942年（昭和17年）4月 - 運輸部門を分離。以前の商号の「広島瓦斯株式会社」に社名変更。分離された運輸部門は広島電鉄になる[15]。
- 1945年（昭和20年）8月6日 - 原爆投下により大手町の本社社屋、皆実町の広島工場が壊滅。山口吾一社長ら69名が犠牲になる。広島実践高等女学校（現在の広島修道大学ひろしま協創中学校・高等学校）に本社仮事務所移設[20]。
- 1945年（昭和20年）9月30日 - 広島市荒神町49番地（現在の南区荒神町）の社長宅に本社移転[20]。
- 1946年（昭和21年）4月5日 - 広島市皆実町1丁目広島工場内に本社仮事務所移転[21]。
- 1948年（昭和23年）11月1日 - 広島市基町1番地（現在の中区基町）に本社新社屋落成[21]。
- 1949年（昭和24年）6月 - 広島証券取引所に上場[21]。
- 1960年（昭和35年）7月 - 「広島ガス燃料株式会社」を吸収合併[22]。
- 1961年（昭和36年） - ロゴマークを制定（2011年まで使用）[23]。
- 1962年（昭和37年）1月 - 「中国プロパン株式会社」を吸収合併[24]。
- 1963年（昭和38年）8月10日 - 広島市皆実町1丁目1936に本社移転[24]。
- 1969年（昭和44年）3月 - プロパン部門を分離、分離されたプロパン部門は「広島ガスプロパン株式会社」になる[16]。
- 1970年（昭和45年）3月 - 現社名の「広島ガス株式会社」に社名変更[16]。
- 1970年（昭和45年）4月 - 「株式会社広ガス開発」（のちの「広島ガス開発株式会社」）及び「広島ガス不動産株式会社」を設立[16]。
- 1972年（昭和47年）4月 - 「広島ガスサービス株式会社」を設立[25]。
- 1975年（昭和50年）4月 - 「広島ガス集金株式会社」を設立[26]。
- 1975年（昭和50年）5月 - 「広島ガス器具販売株式会社」（のちの「広島ガスリビング株式会社」）を設立[26]。
- 1978年（昭和53年）4月 - 「広島ガス呉サービス株式会社」（のちの「広島ガス興産株式会社」）を設立[27]。
- 1982年（昭和57年）10月22日 - 現在の本社屋完成[28]。
- 1999年（平成11年）10月 - 「広島ガス集金株式会社」と「広島ガス興産株式会社」が合併。「広島ガスメイト株式会社」を設立[29]。
- 2000年（平成12年）3月 - 広島証券取引所廃止により、東京証券取引所2部に上場[29]。
- 2003年（平成15年）12月 - 「広島ガス不動産株式会社」を吸収合併。
- 2010年（平成22年）8月 - 「広島ガス開発株式会社」を解散。
- 2011年（平成23年）7月 - 「広島ガスリビング株式会社」を吸収合併。
- 2011年（平成23年）10月 - グループ全体でロゴマークを半世紀ぶりに変更[23]。
- 2012年（平成24年）7月 - 「広島ガステクノ株式会社」（1998年6月設立）と「広島ガスサービス株式会社」が合併。「広島ガス・テクノサービス株式会社」となる。
- 2015年（平成27年）3月9日 - 東京証券取引所1部に指定替え。

## 営業エリア
- 広島市周辺
  - 広島市、廿日市市、東広島市
  - 安芸郡海田町、坂町、府中町、熊野町
- 呉市周辺（旧呉瓦斯エリア）
  - 呉市
- 尾道周辺（旧尾道瓦斯エリア）
  - 尾道市、三原市

## グループ企業
- 広島ガスプロパン株式会社
- 広島ガステクノ・サービス株式会社
- 広島ガスメイト株式会社

など

## CMキャラクター
- 吉川晃司（『ガ流で行こう』）
- 大沢たかお（『ガ、スマート』[注釈 2]）
- 杉咲花
  - エネファーム
  - 声の出演：アニメCM『このまち思い出物語』全5話
  - WEBサイト「杉咲花のガスライフツアー（広島ガス）」